# Pleocnemia dahlii
Pleocnemia dahlii är en ormbunkeart som först beskrevs av Georg Hans Emmo Wolfgang Hieronymus, och fick sitt nu gällande namn av Holtt. Pleocnemia dahlii ingår i släktet Pleocnemia och familjen Tectariaceae. Inga underarter finns listade.